# シヌー文化

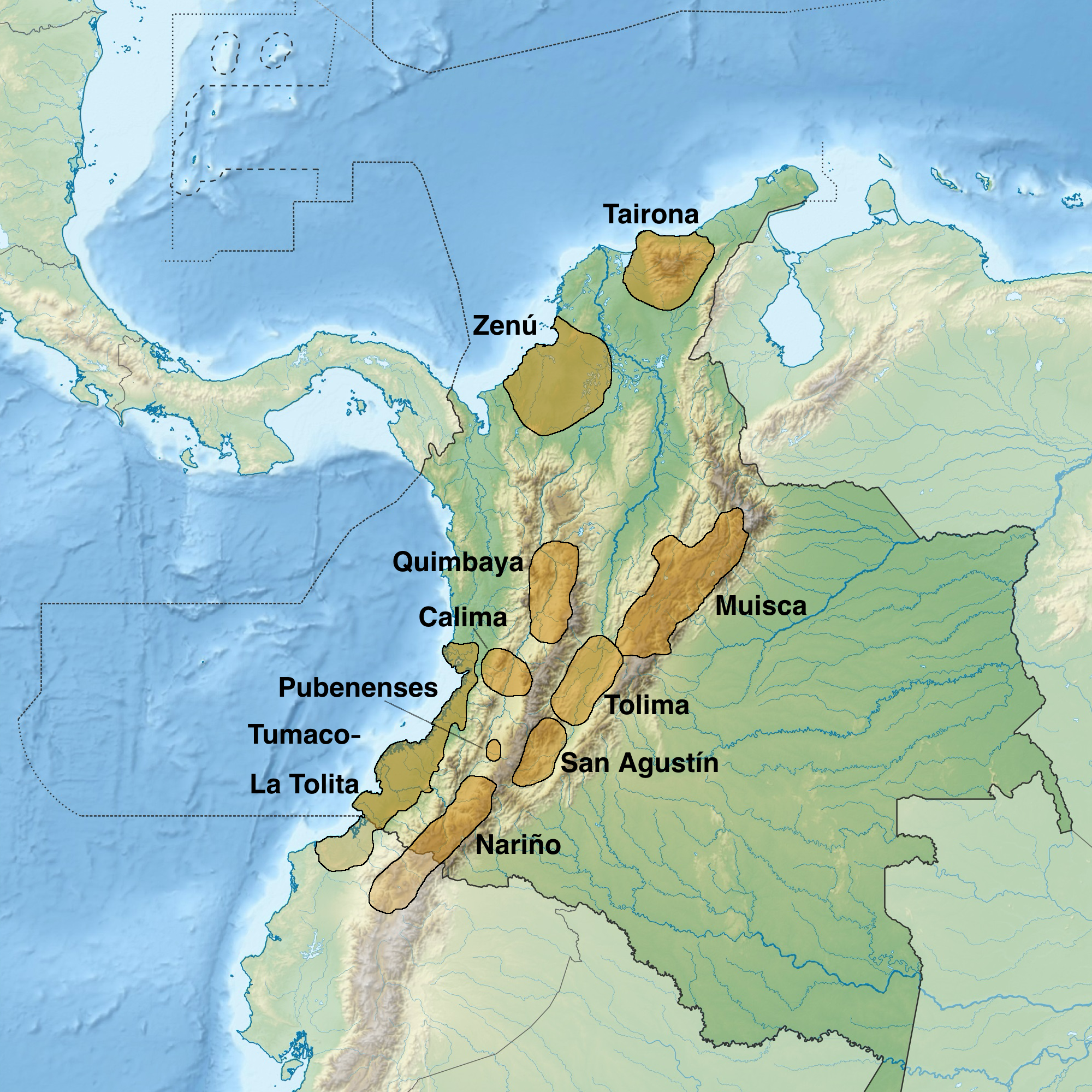
先コロンブス期におけるコロンビアの古代文化分布図

シヌー文化(Sinú, Zenú)は、パナマ地峡の根元付近、コロンビアの北海岸、カリブ海の南側に注ぐシヌー川の下流を中心にカウカ川中流域にわたってA.D.500年頃から800年頃まで栄えた文化。シヌー川下流域は、河口、沼沢地、サバンナと森林の境界地帯は肥沃な沖積地で農業に適するとともに豊かな動物相ももっていた。

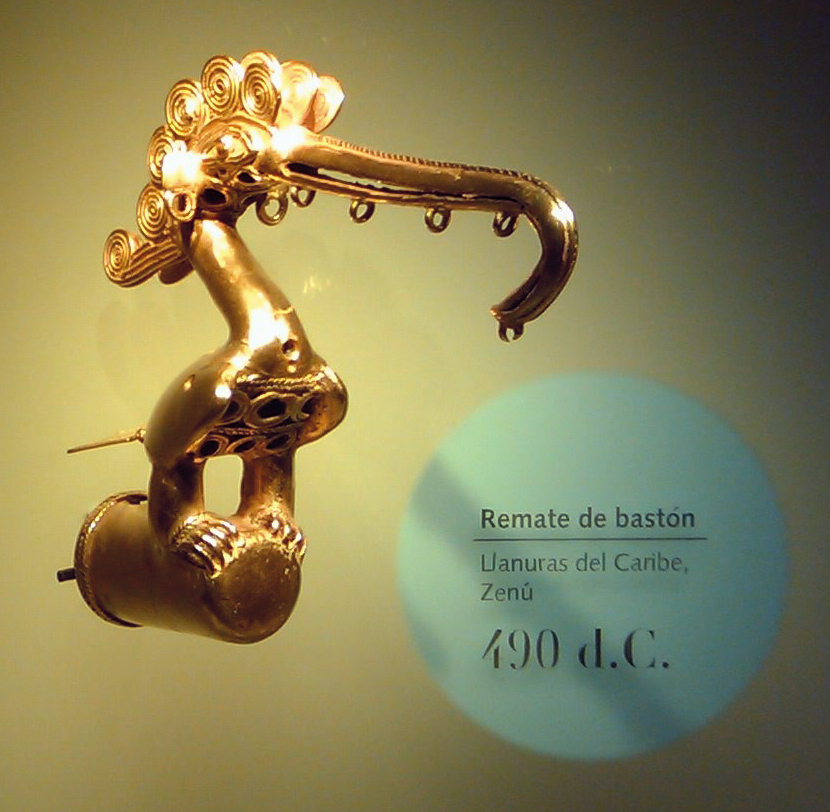
シヌー文化の黄金細工（杖の持ち手）、490年頃

シヌー族は1世紀頃から根菜農業をおこなって集落を形成し始めた。全盛期には、50万ヘクタールに及ぶ地域を洪水を防ぐ構造をもった複雑な用水路システムを築き、墳墓を兼ねた神殿マウンドを伴う集落が河川沿いにいくつも形成していた。スペイン人の記録によれば、1000人もはいる神殿も築かれたという。
川の沖積土から砂金を採取し、鋳型を用いて、すばらしい黄金製品やトゥンバガ製品を生産していた。「悪魔」の山と名づけられた墳墓からは、多量の黄金製品が発見されている。針金細工のような精巧なつくりの半円形鼻飾り、鳥やワニなどを象った製品が知られている。オーパーツとしてしばしば取り上げられる「黄金スペースシャトル」は、シヌーの人々がナマズの一種を模して作ったものと考えられている。